# 야체크 카지미에르스키
야체크 카지미에르스키(폴란드어: Jacek Kazimierski, 1959년 8월 17일, 마조프셰 주 바르샤바 ~)는 폴란드의 전직 프로 축구 선수로, 현역 시절 골키퍼로 활약했다.
그는 아그리콜라 바르샤바에서 축구를 시작해 레기아 바르샤바, 올림피아코스, 그리고 헨트에서 활약했다. 그는 레기아 바르샤바에서 푸하르 폴스키를 1980년과 1981년에 2차례 우승했고, 225번의 리그 경기에 출전했다. 그는 1988년에 올림피아코스 소속으로 수페르카프 엘라도스를 우승했다.
그는 폴란드 국가대표팀 일원으로 23번의 경기에 출전했고, 1982년과 1986년에 두 차례 월드컵에 참가했고, 1982년 대회에서는 3위에 입상했다.

## 국가대표팀
| 국가대표팀 | 연도 | 출장 | 실점 | 무실점 |
| ---------- | ---- | ---- | ---- | ------ |
| 폴란드     | 1981 | 4    | 3    | 2      |
| 폴란드     | 1982 | 3    | 4    | 1      |
| 폴란드     | 1983 | 0    | 0    | 0      |
| 폴란드     | 1984 | 6    | 6    | 2      |
| 폴란드     | 1985 | 3    | 7    | 0      |
| 폴란드     | 1986 | 4    | 3    | 2      |
| 폴란드     | 1987 | 3    | 2    | 1      |
| 합계       | 합계 | 23   | 25   | 8      |